# Patricia Highsmith
Pour les articles homonymes, voir Highsmith.
Œuvres principales
- L'Inconnu du Nord-Express (1950)
- Carol (1952)
- Monsieur Ripley (1955)
- L’Amateur d’escargots (1970)
- Le Journal d'Édith (1977)

Mary Patricia Plangman, dite Patricia Highsmith, est une romancière américaine, née le 19 janvier 1921 à Fort Worth (Texas) et morte le 4 février 1995 à Locarno (Suisse). Elle est connue pour ses thrillers psychologiques, à partir desquels ont été tirés une douzaine de films.
Son premier roman, L'Inconnu du Nord-Express, est adapté trois fois au cinéma, notamment par Alfred Hitchcock en 1951. Sa série de romans mettant en scène le personnage de Tom Ripley a également été adaptée à plusieurs reprises à l'écran. Elle a aussi écrit un certain nombre de nouvelles, toutes teintées d'humour noir.

## Biographie

### Jeunesse, formation et carrière
Mary Patricia Highsmith naît le 19 janvier 1921 à Fort Worth, au Texas. Élevée par sa grand-mère à New York, où elle fait ses études (diplômée en anglais, latin et grec ancien), elle s'intéresse à l'écriture dès l'adolescence. En 1938, elle s'inscrit à l'université Columbia qu'elle quitte diplômée en 1942. Pour subvenir à ses besoins, elle exerce divers métiers. Entre autres, elle est, un temps, scénariste de comics entre 1942 et 1948 et écrit des histoires pour le super-héros Captain Marvel publié par Fawcett Comics. Elle publie sa première nouvelle en 1944 (L'Héroïne dans le magazine Harper's Bazaar) puis s'attelle à la rédaction de son premier roman, L'Inconnu du Nord-Express, qui sort avec succès en 1950. Alfred Hitchcock en achète aussitôt les droits d'adaptation cinématographique.
Après un roman publié sous le pseudonyme de Claire Morgan (Carol en 1952, adapté au cinéma en 2015 par Todd Haynes sous le même titre), en raison de la description de relations lesbiennes qui connaissent une fin heureuse, un séjour en Europe lui inspire le personnage cruel et mystérieux de Monsieur Ripley qu'elle réutilise dans quatre autres romans au cours de sa carrière. Le roman, publié en 1955, est l'un de ses plus grands succès. Grand prix de littérature policière, il fait l'objet de deux adaptations cinématographiques (Plein Soleil et Le Talentueux Mr Ripley) et d'une adaptation télévisée (Ripley).

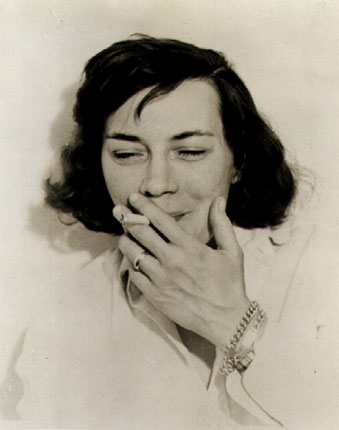
Patricia Highsmith en 1962.

Elle s'établit ensuite en Europe (d'abord en Angleterre, puis en France et en Suisse) où ses livres suivants sont plus appréciés que dans son pays d'origine. Son œuvre se compose d'une vingtaine de romans, d'un grand nombre de nouvelles et d'un essai (L'Art du suspense).
Elle affirme n'avoir aucun goût particulier pour le roman policier, vit essentiellement seule pour ne pas être dérangée dans ses travaux d'écriture et apprécie la compagnie des chats. Dans les années 1970, elle vit en France, à Montcourt-Fromonville (Seine-et-Marne), le long du canal du Loing avec ses deux chats Siamois, Semians et Tinker.
En 1980, après des déboires avec le fisc français, elle achète une maison sombre et inconfortable, en Suisse, à Aurigeno, dans le canton du Tessin. Le 13 décembre 1988, elle emménage dans sa nouvelle maison à Tegna.

### Mort
Patricia Highsmith meurt le 4 février 1995 à Locarno, en Suisse, à l'âge de 74 ans, des suites d'une anémie aplasique et d'un cancer du poumon. Elle repose au cimetière de Tegna.
Son fonds d'archives se trouve aux Archives littéraires suisses à Berne.

### Vie privée
Au fil des années, Patricia Highsmith souffre de diverses maladies chroniques : anorexie mentale, anémie, maladie de Buerger et cancer du poumon. Elle souffre également de dépression tout au long de sa vie. Malgré son succès littéraire, elle écrit dans son journal de janvier 1970 : « [Je] suis maintenant cynique, assez riche… seule, déprimée et totalement pessimiste. » Son alcoolisme chronique s’aggrave au fil des années,. Elle préfère la compagnie d’animaux plutôt que celle des gens.

Dans son interview de 1991 elle déclare : 

« Je préfère vivre seule car mon imagination est plus fertile quand je ne parle pas avec les gens. »

Elle a des relations amoureuses avec des hommes et des femmes, et n'a pas eu d'enfants. En 1943, elle a une liaison avec l'artiste Allela Cornell et, en 1949, elle devient proche du romancier Marc Brandel qu'elle a rencontré à Yaddo,. Entre 1959 et 1961, elle a une liaison avec Marijane Meaker.
La publication posthume de ses journaux intimes ainsi que ses biographies les plus récentes la dépeignent comme étant furieusement antisémite, ce qui ne l'empêcha pas d'avoir comme amantes des partenaires d'origine juive.

### Témoignage
Graham Greene, dont elle est l'amie, dit d'elle : 

« On ne cesse de la relire. Elle a créé un monde original, un monde clos, irrationnel, oppressant, où nous ne pénétrons qu'avec un sentiment personnel de danger et presque malgré nous. Car nous allons au-devant d'un plaisir mêlé d'effroi. »

## Œuvres

### Romans
Les romans de P. Highsmith, après avoir été édités principalement chez Calmann-Lévy, ont presque tous connu de nombreuses rééditions au Livre de poche et chez Pocket.

#### SérieTom Ripley
1. The Talented Mr. Ripley (1955) Publié en français sous le titre Monsieur Ripley / Plein soleil / Le Talentueux Mr Ripley, Paris, Calmann-Levy, coll. « Traduit de », 1956 & 2000
2. Ripley Under Ground (1970) Publié en français sous le titre Ripley et les Ombres, Paris, Calmann-Lévy, coll. Chefs-d’œuvre de psychologie criminelle, 1970
3. Ripley's Game (1974) Publié en français sous le titre Ripley s'amuse / L’Ami américain, Paris, Calmann-Lévy, « Chefs-d’œuvre de psychologie criminelle », 1974 & 1982
4. The Boy Who Followed Ripley (1980) Publié en français sous le titre Sur les pas de Ripley, Paris, Calmann-Lévy, 1980
5. Ripley Under Water (1991) Publié en français sous le titre Ripley entre deux eaux, Paris, Calmann-Lévy, 1992

#### Autres romans
- Strangers on a Train (1950) Publié en français sous le titre L'Inconnu du Nord-Express, Paris, Calmann-Lévy, 1951
- The Price of Salt ou Carol (1952), signé Claire Morgan Publié en français sous le titre Les Eaux dérobées / Carol, Paris, Calmann-Lévy, 1985 et 1990
- The Blunderer (1954) Publié en français sous le titre Le Meurtrier, Paris, Calmann-Levy, 1960
- Deep Water (1957) Publié en français sous le titre Eaux profondes, Paris, Calmann-Lévy, 1958
- A Game for the Living (1958) Publié en français sous le titre Jeu pour les vivants, Paris, Calmann-Lévy, 1963
- This Sweet Sickness (1960) Publié en français sous le titre Ce mal étrange, Paris, Calmann-Lévy, coll. « Chefs-d’œuvre de psychologie criminelle », 1966
- The Cry of the Owl (1962) Publié en français sous le titre Le Cri du hibou, Paris, Calmann-Lévy, coll. « Chefs-d’œuvre de psychologie criminelle », 1964
- The Two Faces of January (1964) Publié en français sous le titre Les Deux Visages de janvier, Paris, Robert Laffont, 1968
- The Glass Cell (1964) Publié en français sous le titre La Cellule de verre, Paris, Robert Laffont, 1966
- A Suspension of Mercy ou The Story-Teller (1965) Publié en français sous le titre L’Homme qui racontait des histoires, Paris, Robert Laffont, coll. « Week-end », 1966
- Those Who Walk Away (1967) Publié en français sous le titre Ceux qui prennent le large, Paris, Calmann-Lévy, coll. « Chefs-d’œuvre de psychologie criminelle », 1968
- The Tremor of Forgery (1969) Publié en français sous le titre L'Empreinte du faux, Paris, Calmann-Lévy, coll. « Chefs-d’œuvre de psychologie criminelle », 1969
- A Dog's Ransom (1972) Publié en français sous le titre La Rançon du chien, Paris, Calmann-Lévy, coll. « Chefs-d’œuvre de psychologie criminelle », 1972
- Edith's Diary (1977) Publié en français sous le titre Le Journal d'Édith, Paris, Calmann-Lévy, 1978
- People Who Knock on the Door (1983) Publié en français sous le titre Ces gens qui frappent à la porte, Paris, Calmann-Lévy, 1983
- Found in the Street (1987) Publié en français sous le titre Une créature de rêve, Paris, Calmann-Lévy, 1986
- Small g: a Summer Idyll (1994) Publié en français sous le titre Small g : une idylle d’été, Paris, Calmann-Lévy, 1995

### Nouvelles

#### Recueils originaux
- Eleven ou The Snail-Watcher and Other Stories (1970) Publié en français sous le titre L’Amateur d’escargots, Paris, Calmann-Lévy, 1975
- Little Tales of Misogyny (1974) Publié en français sous le titre Toutes à tuer, Paris, Julliard, 1976
- The Animal Lover's Book of Beastly Murder (1975) Publié en français sous le titre Le Rat de Venise et autres histoires de criminalité animale à l’intention des amis des bêtes, Paris, Calmann-Lévy, 1977
- Slowly, Slowly in the Wind (1976) Publié en français sous le titre L'Épouvantail, Paris, Calmann-Lévy, 1979
- The Black House (1981)
- Mermaids on the Golf Course (1985) Publié en français sous le titre Les Sirènes du golf, Paris, Calmann-Lévy, 1984
- Tales of Natural and Unnatural Catastrophes (1987) Publié en français sous le titre Catastrophes, Paris, Calmann-Lévy, 1988
- Nothing That Meets the Eye: The Uncollected Stories (2002) Recueil posthume publié en français sous le titre Le Meilleur Ami de l’homme et autres nouvelles, Paris, Calmann-Lévy, 2004

#### Recueils publiés uniquement en France
- La Proie du chat, Paris, Calmann-Lévy, 1981
- Le Jardin des disparus, Paris, Calmann-Lévy, 1982
- Nouvelles, Paris, Presses Pocket no 2712, coll. Les Langues pour tous, bilingue – Nouvelles vol. 1, 1987
- Le Bestiaire : cinq nouvelles, Paris, Presses Pocket no 2717, coll. Les Langues pour tous, bilingue – Nouvelles vol. 2, 1987
- Contes immoraux, Paris, Presses Pocket no 2726, coll. Les Langues pour tous, bilingue – Nouvelles vol. 3, 1988
- L’Amour et la Haine : nouvelles, Paris, Presses Pocket no 3088, coll. Les Langues pour tous, bilingue – Nouvelles vol. 4, 1988
- Les Cadavres exquis de Patricia Highsmith : nouvelles, Paris, Calmann-Lévy, 1989
- Patricia Highsmith : nouvelles, Paris, Calmann-Lévy, hors commerce, 1995
- On ne peut compter sur personne, Paris, Calmann-Lévy, coll. « Suspense », 1996
- Des chats et des hommes, Paris, Calmann-Lévy, 2007

#### Nouvelles isolées
- The Heroine (1945) Publié en français sous le titre L'Héroïne, Paris, Opta, Mystère magazine no 252, février 1969 ; réédition, Paris, Opta, L'Anthologie du mystère no 21, 1976
- You Can't Depend on Anybody (1954) Publié en français sous le titre On ne peut compter sur personne, Paris, Fayard, Le Saint détective magazine no 35, janvier 1958 ; réédition, Paris, Opta, Mystère magazine no 300, février 1973
- A Mask of Innocence (1957)
- The Perfect Alibi (1957) Publié en français sous le titre Alibi parfait, Paris, Opta, Mystère magazine no 122, mars 1958
- Nightwalker (1958)
- Man's Best Friend (1959)
- The Thrill Seeker (1960) Publié en français sous le titre L’Amateur de frissons, Paris, Opta, Mystère magazine no 155, décembre 1960
- Camera Finish (1960), aussi titré Camera Fiend Publié en français sous le titre Méfiez-vous des photographes, Paris, Opta, Mystère magazine no 244, mai 1968
- The Terrapin (1962) Publié en français sous le titre Mort d'une tortue, Paris, Opta, Mystère magazine no 179, décembre 1962
- The Gracious, Pleasant Life of Mrs. Afton (1963) Publié en français sous le titre La Vie harmonieuse de Mrs. Afton, Paris, Opta, Mystère magazine no 186, juillet 1963
- The Great Cardhouse (1963)
- The Snail Watcher (1964)
- Another Bridge to Cross (1964) Publié en français sous le titre Un autre pont à traverser, Paris, Opta, Mystère magazine no 221, juin 1966 ; réédition, Paris, Éditions Prêt-publicité, Enquêtes policière no 4, 1973
- The Hate Murders (1965) Publié en français sous le titre Jusqu'au bout de la haine, Paris, Opta, Mystère magazine no 224, septembre 1966
- The Snails (1967)
- The Cries of Love (1968)
- The Empty Birdhouse (1969) Publié en français sous le titre Le Nichoir vide, Paris, Opta, Mystère magazine no 257, juillet 1969
- Poised to Fly (1969) Publié en français sous le titre Comme un oiseau prêt à s’envoler, Paris, Opta, Mystère magazine no 269, juillet 1970
- The Nature of the Thing (1970) Publié en français sous le titre La Nature des choses, Paris, Opta, Mystère magazine no 274, décembre 1970
- Woodrow Wilson’s Necktie (1972) Publié en français sous le titre Triple Meurtre au Musée des Horreurs, Paris, Opta, Mystère magazine no 293, juillet 1972 ; réédition dans le recueil Histoires épouvantables, Paris, Pocket no 1724, 1979
- Sauce for the Goose (1972)
- Variations on a Game (1973) Publié en français sous le titre Thème et Variations, Paris, Opta, Alfred Hitchcock magazine no 145, juin 1973
- The Baby Spoon (1973) Publié en français sous le titre Une cuillère de bébé, Paris, Opta, Mystère magazine no 308, octobre 1973
- Who Dies, Who Lives? (1973) Publié en français sous le titre Le Mort vivant, Paris, Opta, Mystère magazine no 310, décembre 1973
- Day of Reckoning (1974) Publié en français sous le titre Jour d’expiation, Paris, Opta, Mystère Magazine no 323, janvier 1975
- The Man Who Wrote Books in His Head (1974) Publié en français sous le titre L’Homme qui écrivait des livres dans sa tête, dans le recueil Galaxies intérieures 2, Denoël, coll. « Présence du futur » no 271, 1979
- The Tale of Djemal (1975) Publié en français sous le titre Djemal, Paris, Opta, Mystère magazine no 339, mai 1976
- The Pond (1976) Publié en français sous le titre La Mare, Paris, Opta, Mystère magazine no 338, avril 1976
- Something You Have to Live With (1976)
- Slowly, Slowly in the Wind (1976) Publié en français sous le titre L'Épouvantail, Paris, Femme pratique no 254, 1979
- When in Rome (1978)
- Things Had Gone Badly (1980) Publié en français sous le titre Les choses avaient mal tourné, Paris, Polar hors-série no 2, mars 1981
- Under a Dark Angel’s Eye (1981)
- Suspect (1988)
- A Long Walk from Hell (1988) Publié en français sous le titre La Longue Marche hors de l’Enfer, dans Le Nouvel Observateur, 1988
- A Safety in Numbers (1990)
- Summer Doldrums (1994)

### Anthologie
- Patricia Highsmith: Selected Novels and Short Stories (2010)

### Essai
- Plotting and Writing Suspense fiction (1981) Publié en français sous le titre L'Art du suspense : mode d'emploi, 1987

### Littérature pour enfants
- Miranda the Panda is on the Veranda (1958), écrit en collaboration avec Doris Sanders

### Œuvres réunies en volumes
- Œuvres / Patricia Highsmith, Paris, Robert Laffont, coll. Bouquins ; vol. 1, 1991 ; vol. 2, 1992
- Dernières Nouvelles du crime, Paris, Robert Laffont, coll. Bouquins, 1994

### Témoignage
- Les Écrits intimes de Patricia Highsmith, Paris, Calmann-Lévy, 2021

## Distinctions

### Prix
- 1946 : O. Henry Award pour la meilleure publication d'une première nouvelle, L'Héroïne[1].
- 1957 : Grand prix de littérature policière pour Monsieur Ripley[18].
- 1964 : Gold Dagger Award du meilleur roman étranger[19] de la Crime Writers' Association of Great Britain pour Les Deux Visages de Janvier.
- 1975 : Prix de l'Humour noir pour L'Amateur d'escargots[20].

### Nominations
- 1951 : prix Edgar-Allan-Poe du meilleur premier roman pour L'Inconnu de Nord-Express[5] .
- 1956 : prix Edgar-Allan-Poe du meilleur roman pour Monsieur Ripley[5] .

### Décoration
- 1990 :  Officière de l'ordre des Arts et des Lettres

## Adaptations

### Scénarios édités
- Plein Soleil, Paris, L’Avant-Scène Cinéma no 261, février 1981
- L'Inconnu du Nord-Express, Paris, L’Avant-Scène Cinéma no 297-298, décembre 1982
- Le Talentueux Monsieur Ripley, Paris, L’Avant-Scène Cinéma no 491, mars 2000

### Au cinéma
- 1951 : L'Inconnu du Nord-Express (Strangers on a Train), film américain réalisé par Alfred Hitchcock
- 1960 : Plein soleil, film français réalisé par René Clément, d'après le roman Monsieur Ripley
- 1963 : Le Meurtrier, film français réalisé par Claude Autant-Lara
- 1969 : Histoire d'un meurtre (Once You Kiss a Stranger...), film américain réalisé par Robert Sparr, d'après le roman L'Inconnu du Nord-Express
- 1977 : L'Ami américain (Der amerikanische Freund), film allemand réalisé par Wim Wenders, d'après le roman Ripley s'amuse
- 1977 : Dites-lui que je l'aime, film français réalisé par Claude Miller, d'après le roman Ce mal étrange
- 1978 : La Cellule en verre (Die gläserne Zelle), film allemand réalisé par Hans W. Geissendörfer, d'après le roman La Cellule de verre
- 1981 : Eaux profondes, film français réalisé par Michel Deville
- 1983 : Souvenir de Juan-Les-Pins, film français réalisé par Pascale Ferran
- 1983 : Ediths Tagebuch, film allemand réalisé par Hans W. Geissendörfer, d'après le roman Le Journal d'Édith
- 1986 : Die zwei Gesichter des Januar, film allemand réalisé par Wolfgang Storch, d'après le roman Les Deux Visages de Janvier
- 1987 : Le Cri du hibou, film français réalisé par Claude Chabrol
- 1989 : Der Geschichtenerzähler, film allemand réalisé par Rainer Boldt, d'après le roman L’Homme qui racontait des histoires
- 1993 : Trip nach Tunis, film allemand réalisé par Peter Goedel, d'après le roman L’Empreinte du faux
- 1999 : Le Talentueux Mr. Ripley (The Talented Mr. Ripley), film américain réalisé par Anthony Minghella, d'après le roman Monsieur Ripley
- 2002 : Ripley's Game, film italo-britannico-américain réalisé par Liliana Cavani
- 2005 : Mr. Ripley et les Ombres (Ripley Under Ground), film germano-britannique réalisé par Roger Spottiswoode, d'après Ripley et les ombres
- 2009 : Le Cri du hibou (The Cry of the Owl), film germano-britannique réalisé par Jamie Thraves (en)
- 2013 : The Two Faces of January, film britannico-américain réalisé par Hossein Amini, d'après Les Deux Visages de janvier
- 2015 : Carol, film britannico-américain réalisé par Todd Haynes
- 2022 : Eaux profondes (Deep Water), film américain de Adrian Lyne

### À la télévision
- 1962 : Annabel (d'après Ce mal étrange), épisode no 7 de la saison 1 de Suspicion (The Alfred Hitchcock Hour), série télévisée américaine créée par Alfred Hitchcock et diffusée sur CBS
- 1987 : Der Schrei der Eule, téléfilm allemand réalisé par Tom Toelle, d'après le roman Le Cri du hibou
- 1990 : Les Cadavres exquis de Patricia Highsmith (Patricia Highsmith's Tales), série télévisée franco-britannique en douze épisodes de 52 minutes, diffusée sur M6
- 1996 : La Rançon du chien, téléfilm français réalisé par Peter Kassovitz
- 1996 : Alliance interdite (Once You Meet a Stranger), téléfilm américain réalisé par Tommy Lee Wallace, d'après le roman L'Inconnu du Nord-Express
- 2024 : Ripley, série télévisée américaine en huit épisodes de 55 minutes réalisée par Steven Zaillian, diffusée sur Netflix

## Hommages
Pascal Basset-Chercot a reçu le premier prix Patricia Highsmith en 1987 avec Baby Blues.